# De Roestelberg
De Roestelberg is het noordelijke gedeelte van de grote zandverstuiving aan de rand van het Nationaal Park De Loonse en Drunense Duinen.
Dit is een favoriet startpunt voor wandelingen door de natuur. Er ligt hier een restaurant en dichtbij een camping.